# Kron (vrijeme)
Kron (grč. Χρόνος, Chrόnos) u grčkoj mitologiji božanska je personifikacija vremena, primordijalno božanstvo nastalo iz Kaosa.

## Etimologija
Kronovo grčko ime Χρόνος znači "vrijeme". Često ga se miješa s Titanom Kronom (grč. Κρόνος), još od helenističkih pokušaja etimologiziranja Kronova imena. Od Kronovog je imena nastala riječ kronologija. 

## Karakteristike
Često se nazivao Eon = "vječno vrijeme". U antičkim je mozaicima prikazan kao mladi čovjek koji okreće kotač zodijaka ili kao starac s i Ananka su postali roditelji Etera (Zrak). Geja je poslije rodila još jednog Krona, Titana.

## Vanjske poveznice
- Kron (vrijeme) u klasičnoj literaturi i umjetnosti (engl.)
- Kron (vrijeme) u grčkoj mitologiji (engl.)
- Personifikacije vremena (engl.)